# Agatha Christie: An Autobiography
Agatha Christie: An Autobiography (publicada em Portugal com o título: Agatha Christie - Autobiografia) trata-se de um livro autobiográfico de Agatha Christie, no qual há relatos de a vida privada, abrangendo a infância até os dois casamentos e, narrando as experiencias durante as guerras mundiais e, como escritora e em expedições arqueológicas como com seu segundo marido, Max Mallowan. Basicamente, a narrativa é construída sob a mesma estrutura de seus romances. 

A obra foi publicada um ano após a morte da autora, em janeiro de 1976, pela Editora Collins, no Reino Unido, e em novembro de 1977, pela Dodd, Mead & Company, nos Estados Unidos. A obra foi traduzida e publicada para o italiano, polonês, português e espanhol.